# スナイパーエリート3
スナイパーエリート3 (Sniper Elite 3) は、アメリカ合衆国のRebellion Oxfordが開発した狙撃を主題とするサードパーソン・シューティングゲームである。

## 概要
前作のスナイパーエリートV2の前日談であり、シリーズ中最も古い時代となる1941年から1942年を舞台設定とする。北アフリカ戦線において連合軍側に所属する主人公カール･フェアバーンがドイツ・アフリカ軍団に対して狙撃により活躍するゲームである。

## ゲームプレイ
タイトルの通り、狙撃にテーマを置いたゲームであり、射撃距離、風、射手の心拍数などが狙撃に影響する。基本的にステルスプレイが推奨されるが、高難易度でない限り、ノーマルモードまで無理矢理に押し通すこともできるようになっている。基本的な装備であるスナイパーライフル、サブマシンガン、アサルトライフルStG44、ハンドガンの他、地雷や火打ち石など、多彩な武器が使用可能である。投石で敵の気をそらすなどもできる。また、CQBも可能で、音を立てずにステルスキルをすることができる。以上のことを活用することで狙撃やステルスキルで高ポイントを獲得することができる。CQBや地雷、手榴弾で敵を倒すことでもポイントを稼ぐことができる。マルチプレイにも対応しており、最大8名での対戦や2名での協力プレイが可能である。

## 登場する武器･兵器

### スナイパーライフル
- M1ガーランド
- カルカノM1938
- モシン・ナガン
- リー・エンフィールド
- kar98k

### サブマシンガン
- ステンガン
- MP40
- トミーガン
- ブリスカヴィカ
- M3サブマシンガン

### アサルトライフル
- STG44

### ピストル
- ウェルロッド
- ワルサーP38
- ルガーP08
- M1911
- ウェブリーMK.4